# Augochlora igniventris
Augochlora igniventris är en biart som först beskrevs av Joseph Vachal 1911.  Augochlora igniventris ingår i släktet Augochlora och familjen vägbin. Inga underarter finns listade.